# Synclera rotundalis
Bocchoris rotundalis là một loài bướm đêm trong họ Crambidae.